# Posad

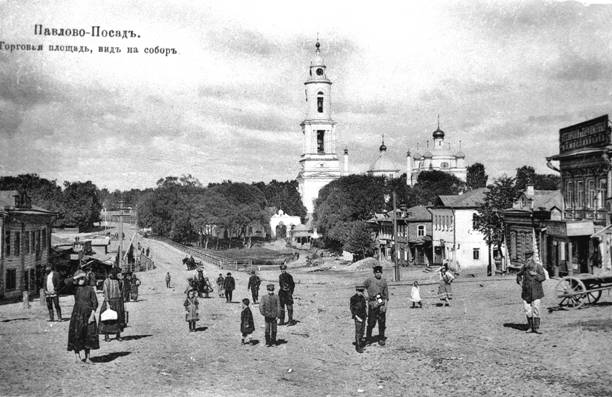
Tržní náměstí v Pavlovském Posadu poblíž Moskvy, kolem roku 1900.

Posad (rusky Посад) byla osada v Ruské říši, často obklopená hradbami a příkopem, sousedící s městem nebo kremlem, ale mimo něj, nebo sousedící s klášterem v 10. až 15. století. Posad obývali především řemeslníci a obchodníci, měl svou vlastní odlišnou komunitu, oddělenou od města, ke kterému přiléhal. Některé posady se vyvinuly ve města, například Pavlovskij Posad a Sergivej Posad.
Posad byl podřízen carskému guvernérovi a měl samosprávu srovnatelnou s vesnickou komunitou obščinou.
Ve dvacátých letech 20. století proběhla v SSSR administrativní územní reforma, která posady přeměnila na osady městského typu.

## Dějiny
Posad byl centrem obchodu ve starověké Rusi. Žili tam obchodníci a řemeslníci a prodávali zboží, jako je keramika, brnění, sklo a měď, ikony a oděvy; stejně jako jídlo, vosk a sůl. K většině velkých měst přiléhal posad, který se často nacházel pod hlavní citadelou a řekou. Posady byly někdy opevněny hliněnými zdmi.
Obchodní a řemeslná část města (posad), která se nacházela mimo hradební zeď města, byla během útoku nepřítele zpravidla zničena - pokud ne nepřítelem, tak ohněm. Obyvatelé posadu často pálili všechny budovy sami, aby nezanechali nepřátelům materiál pro stavbu obléhacích zařízení. 
Jak se posady rozvíjely a rostly, stávaly se z nich vesnice. Členství v komunitě se stalo dědičným a od obyvatelů posadu se očekávalo, že budou platit daně a vykonávat další povinnosti státu. Opuštění posadu vyžadovalo povolení zvoleného úředníka. Až do 18. století měl posad své vlastní volené shromáždění, „posadskij skod“, ačkoli nejbohatší členové posadu měli tendenci dominovat ve správě komunity.
Řada posadů se vyvinula do měst. Ty, které byly v kremlu, často vedly k místním toponymům, jako je Nagorny Posad a Kazanski Posad pro historické centrum Kazaně. Ty, které byly poblíž klášterů, často způsobily vznik měst pojmenovaných podle kláštera, např. Sergijev Posad je pojmenován po nedaleké Trojicko-sergijevské lávře.